# Medium coeli

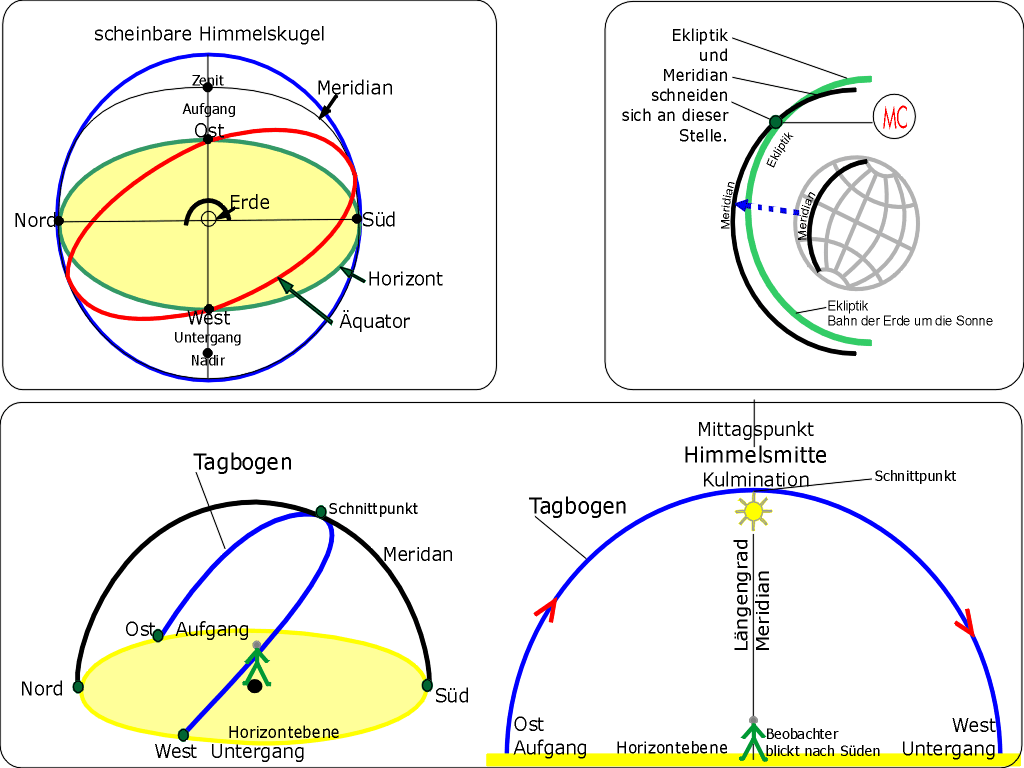
Schematische Darstellung der Position des MC mit Tagbogen, Längengrad, Himmelsmitte, Horizont, Äquator und Ekliptik (Ausschnitt).

Das Medium coeli (abgekürzt MC) oder die Himmelsmitte (altgriechisch μεσουράνημα mesouranema, von mesos „mittlerer“ und ouranos „Himmel“; lateinisch medium „Mitte“ und coelum „Himmel“, auch centrum medii caeli oder medium caelum) ist in der Astrologie der in Abhängigkeit von Beobachtungszeitpunkt und -ort bestimmte südliche Schnittpunkt des Meridians mit der Ekliptik. 
Der Gegenpunkt heißt Imum coeli (abgekürzt IC) oder Himmelstiefe (griechisch ὑπόγειον hypogeion „unter der Erde“).
Das Medium Coeli ist im Horoskop der Anfang des 10. Hauses, das 180° gegenüber liegende Imum coeli der Anfang des 4. Hauses. 
Bei einer Geburtshoroskop-Deutung werden mit dem MC beispielsweise Themen wie Berufsstellung und gesellschaftliche Position, Karriere und Ehrgeiz sowie Ehrungen, Berufung und Ziele, Öffentlichkeit und Leistung angesprochen. Das MC symbolisiert – in der Hamburger Schule – auch das Ich, die Persönlichkeit, das eigene Empfinden von sich selbst (Denken, Handeln, Wollen und Vorlieben).
Etwa ab dem 4. Jahrhundert setzte sich das MC als die Spitze des 10. astrologischen Hauses allmählich durch.
Die Rektaszension des Medium coeli wird in der Astrologie mit RAMC beziehungsweise lateinisch mit ARMC (Ascensio Recta Medii Coeli) abgekürzt. Sie entspricht der Sternzeit, wird aber anders als diese in Grad ausgedrückt.